# الجامعة السيفية (البهرة)
الجامعة السيفية هي أكاديمية عربية تابعة لطائفة البهرة، يرعاها سلطان البهرة الداعي الفاطمي الثالث والخمسون الدكتور مفضل سيف الدين، تأسست في أواخر القرن الثامن عشر الميلادي (الثالث عشر الهجري) في مدينة سورت بإقليم غجرات بالهند، وافتتح لها لاحقا ثلاثة فروع في كراتشي (الباكستان)، ثم في القارة الإفريقية في نيروبي (كينيا)، ثم في بومباي (الهند).

## التأسيس ومراحل التطور
تأسست الجامعة السيفية -وكانت تسمى سابقا بالدرس السيفي- على يد سلطان البهرة آنذاك الداعي الفاطمي الثالث والأربعين عبد علي سيف الدين الذي أوقفها عام 1798 ميلادي (1213 هجري)،
يفتخر البهرة ويعتزّون بكون هذه الجامعة عريقة الأصل والمنهج وإن ظهرت متأخرة زمنياً في صورة أكاديمية عربية، فهي ترمي بجذورها إلى العهد الفاطمي في القاهرة المعزية، وتمثل الحركة العلمية التي تبناها الفاطميون في جامعهم المعروف بـالأزهر الشريف، والتي احتفظ بها لاحقا - بعد غيابهم – دعاتُهم الفاطميون، الذين أقاموا مراكزاً للتعليم في اليمن والهند استقطبت كثيرا من أبناء الطائفة على مر العصور، إلى أن وصلت إلى عهد الداعي المذكور آنفا والذي أسس لها مقرا ومنهجا خاصا،
ثم بعد مرور قرن من تأسيسها تولى قيادتها سلطان البهرة الداعي الفاطمي الحادي والخمسون الدكتور طاهر سيف الدين (ت 1965/1385) أول من أظهرها في صورة جامعة وأكاديمية عربية في عام 1941م/1360هـ بعدما وسع مبانيها وبنى لها حرماً جامعيا وافتتحها رسميا عام 1961م/1380هـ،
كانت الآونة التي تولى فيها السلطان المذكور قيادتها آونة صعبة وفترة حرجة، عالميا وإسلاميا، سياسيا واجتماعيا، فترة الحروب العالمية وتحرر الشعوب من الأنظمة الإستبدادية والإستعمارية، إلى جانب ما كان يعصف بالأمة العربية والإسلامية من رياح التحرر والتغيير والتجديد، أما علميا فقد كانت الاكتشافات العلمية الغير مسبوقة تظهر والعلم يزدهر ويتطور سريعا، حينها رأى السلطان المذكور أنه من الضروري إعادة النظر في المنهج الدراسي لهذه الجامعة وصياغته بطريقة يتيح لها مواكبة العصر الحديث مع الثبات على الأصول والقيم الإسلامية، وتخريج تلامذة قادرين على التعايش والتفوق في العالم الحديث والمتحضر، وهي خطوة ولحظة زمنية اعتبرت نقلة نوعية وصفحة جديدة ومتألقة في تأريخ هذه الجامعة،
وحين تسلم قيادتها نجله سلطان البهرة الداعي الفاطمي الثاني والخمسون الدكتور محمد برهان الدين عام 1965م/1385هـ شهدت هذه الجامعة توسعا ضخما في مبانيها ومناهجها، وتم افتتاح ثلاثة فروع لها جديدة في عهده؛ فرع في مدينة كراتشي عام 1983م/1404هـ افتتحه بحضور رئيس جمهورية باكستان آنذاك السيد ضياء الحق، وفرع في القارة الإفريفية في كينيا بمدينة نيروبي عام 2011م/1432هـ الذي تم افتتاحه عام 2017 م/ 1438 هـ، وفرع في مدينة بومباي بالهند عام 2013م/1435هـ لازال قيد البناء والتعمير،
وبعد وفاته عام 2014م/1435هـ تولى قيادتها نجله السلطان الحالي لطائفة البهرة الداعي الفاطمي الثالث والخمسون الدكتور مفضل سيف الدين الذي يرعاها اليوم ويُشْرف على دقيق أمورها والجليل،

## الفلسفة والمنهج الدراسي
المنطلق الإسلامي هو منهج الجامعة الأساسي في عملية الدرس والتدريس، الذي يفتح الأبواب أمام الدراسات المتخصصة العلمية والأدبية والفنية القديمة والحديثة والأنظمة التعليمية المعاصرة المفيدة التي لا تتعارض مع الأصول والثوابت الدينية، ويهدف إلى تغذية الجانب الروحي والخلقي إضافة إلى التثقف العلمي، وذلك بناءً على أساس الفلسفة الفاطمية التي تصفها رسائل إخوان الصفاء قائلةً: «واعلم ايها الأخ أنا لا نعادي علما من العلوم، ولا نتعصب على مذهب من المذاهب، ولا نهجر كتابا من كتب الحكماء والفلاسفة مما وضعوه وأَلَّفوه في فنون العلم، وما استخرجوه بعقولهم وتفحصهم من لطيف المعاني، وأما معتمدُنا ومعوَّلُنا وبناءُ أمرنا فعلى كتب الأنبياء صلوات الله عليهم أجمعين، وما جاؤوا به من التنزيل، وما ألقت إليهم الملائكة من الأنباء والإلهام والوحي» ، فالتعويل والاعتماد على القيم الربانية والأصول النبوية الثابتة ثم الاستفادة من كل ماهو جديد ونافع ونبذ التعصب هو لب هذه الفلسفة وخلاصتها،
يستغرق الطالب إحدى عشر سنة ليتخرج منها، يتمكن فيها من تغطية مراحل التعليم العديدة مثل الثانوي والجامعي ومرحلة الدراسات العليا ثم مرحلة التعليم العالي، ويتلقى فيها إلى جانب الدراسات الدينية تشكيلة واسعة من المواضيع المختلفة مثل الرياضيات والعلوم البحتة والتأريخ واللغويات والعلوم السياسية والاقتصادية والاجتماعية، كمايتم فيها تعليم البنات أيضا في مبانٍ مخصصة لهن، وتتكفل الجامعة بتوفير كافة الوسائل الحديثة والتقنيات المتطورة والمختبرات العلمية والتدريبات الفنية والرياضية لتتيح للطلاب تنمية مهاراتهم العلمية والفنية والرياضية،

## معهد الزهراء ومهمة «حافظ في كل بيت»
أُسِّسَ هذا المعهد ضمن الجامعة السيفية لتحفيظ القرآن الكريم وتدريس علومه وتعليم فنونه كتابةً وتلاوة، أسسه سلطان البهرة الراحل الدكتور محمد برهان الدين عام 1976م/1396هـ وافتتح عمارته الجديدة عام 1998م/1419هـ في مدينة سورت، ولاحقا في فرع الجامعة السيفية بكراتشي عام 2012م/1433هـ، وتم بناء عمارة جديدة في فرع الجامعة السيفية بنيروبي، وهي عمارة فريدة من نوعها، تمتاز بروائع الفن المعماري الممتزج من الفنون المعمارية الإسلامية والفاطمية القديمة والحديثة، صممت لتكوين بيئة مريحة بما تحتويه من تشجير ونقوش وكتابات تبعث النشاط والحيوية في الطلاب الذين يرتادونه لحفظ القرآن الكريم،
وبالرغم من أنه معهد أقيم ضمن الجامعة السيفية إلا أن له دورا فعالا تجاوز حدود الجامعة وأسهم إسهاما كبيرا في إنشاء نهضة لحفظ القرآن الكريم بين أبناء الطائفة، فكان هذا المعهد في بداية أمره يُخَرِّج ما بين عشرة إلى عشرين حافظا سنويا، واليوم صار العدد زهاء الف حافظ سنويا، رجالا ونساء، صغارا وشبانا وكبارا،
مهمة «حافظ في كل بيت» هي أمنية سلطان البهرة الحالي الدكتور مفضل سيف الدين التي مابرح يدعو إليها في جميع خطاباته ومؤلفاته، وقد لاقت هذه الدعوة إقبالا مكثفا من أبناء الطائفة لم يكن في الحسبان، بذا صارت مسؤولية كبيرة ألقاها السلطان على عاتق هذا المعهد،
يعتمد هذا المعهد في عملية التحفيظ الطريقةَ المعهودة والنهج القديم المألوف الذي يقرأُ فيه الطالبُ القرآنَ الكريمَ على مُقْرِءِه الحافظِ آيةً آيةً حفظا عن ظهر قلب من أوله إلى آخره، ويقوم المقرئُ بتصحيح قرآته مخارجا وأحكاما وتلاوة، وقد تتم هذه العملية (المعروفة عند أبناء الطائفة بعملية التسميع) مباشرة أوغير مباشرة عبر الإنترنت، وصولا عبره إلى أبناء الطائفة في شتى أنحاء العالم، وأخيرا بعد الضبط والإتقان في الحفظ والتلاوة تمنح الجامعة السيفية شهادة حفظ القرآن الكريم لمن نجح في اختباره النهائي،

## خدمات أساسية أخرى
تحرص الجامعة على توفير الخدمات الأساسية العلمية والفنية والتسهيلات السكنية والترفيهية اللازمة لطلابها، فهي تضم مسجدا في قلب عمارتها، لأداء الصلوات الخمس بالإمامة، ومكتبة مبنية من عدة طوابق تضم آلاف الكتب القديمة والحديثة من شتى اللغات والثقافات أغلبها باللغة العربية، ومعملا مزودا بأحدث الأجهزة والحواسيب يمَكِّن الطلاب من البحث العلمي عبر الإنترنت وتجهيز بحوثاتهم وطباعة مقالاتهم وأطروحاتهم، ومختبرات للكيمياء والفيزياء وعلم الأحياء، واستديو للتسجيل يسمى «جناح الترنم بالقرآن الكريم» يهتم بتحسين الصوت للتلاوة والإنشاد،
	كما توفر لهم السكن ومكان تناول الطعام «الموائد السيفية» وناد رياضيا يسمى «خيمة الرياضة» يضم مسبحا ومعدات رياضية مختلفة وملعبا لكرة القدم والكركيت وكرة الطاولة وكرة السلة،

## الامتحان السنوي
يعتبر الامتحان السنوي للجامعة السيفية موسما علميا وأكاديميا هاما، يتولى سلطان البهرة الإشراف عليه سنويا بذاته، يبتدأه بخطبة يحضرها الكثير من أبناء الطائفة، تحتوي على توجيهات تعليمية وإدارية مهمة، ثم بعدها – إلى جانب الامتحان التحريري - يبدأ الامتحان الشفهي الذي يتم فيه امتحان الطلاب (من مرحلة الدراسات العليا والتعليم العالي) شفويا أمام جمهور كبير من الحاضرين يتمكن سلطان البهرة من خلاله الإطلاع على مهاراتهم العلمية ومواهبهم الفنية والخطابية، وهي طريقة مميزة لها تأثير بالغ في صقل المواهب وتنمية القدرات لدى طلاب هذه الجامعة وأبناء الطائفة،

## أمراء الجامعة
يتولى سلطان البهرة تعيين أمراء الجامعة والمشرفين عليها، وهم اليوم ثلثة:
- الأمير الدكتور القائد جوهر عز الدين (نجل سلطان البهرة الداعي الثاني والخمسين الدكتور محمد برهان الدين)
- الأمير مالك الأشتر شجاع الدين (نجل سلطان البهرة الداعي الثاني والخمسين الدكتور محمد برهان الدين)
- الأمير الدكتور جعفر الصادق عماد الدين (نجل سلطان البهرة الحالي الدكتور مفضل سيف الدين)

## وصلات خارجية
- Official website
- Al Jamea tus Saifiyah Url accessed on Nov 27, 2006
- Al Jamea-tus-Saifiyah, Karachi - Arabic Academy
- The Oxford encyclopedia of the Modern Islamic World